# Analog Science Fiction and Fact
Analog Science Fiction and Fact je americký sci-fi magazín zaměřený na nové autory tohoto žánru. Jedná se o „nejstarší nepřetržitě vycházející sci-fi časopis na světě“. Je pokračovatelem měsíčníku Astounding Stories of Super-Science založeného v roce 1929. Iniciátorem a prvním vydavatelem byl William Clyton, hlavním editorem v prvních letech Harry Bates, který byl také autorem původního názvu. Časopis se na počátku zaměřoval na akční dobrodružství, postupně však přešel až k dnešnímu částečně vědecky zaměřenému obsahu.

## 1929–1933 (Harry Bates)
První číslo časopisu vyšlo pod názvem Astounding Stories of Super-Science v prosinci roku 1929, jeho editorem byl Harry Bates. Oficiálně je však jako počátek vydávání uváděn až rok 1930. Magazín se záhy stal největším konkurentem scifi časopisu Amazing stories (zal. Hugo Gernsback v roce 1926), a to mimo jiné díky tomu, že svým autorům za jejich příspěvky platil. Dokázal tak přilákat některé významné osobnosti, jako byli Murray Leinster nebo Jack Williamson.
Časopis se pod vedením Harryho Batese profiloval jako pulpový magazín zaměřený na akční dobrodružné příběhy s fantasy prvky. Obálky tvořené Hansem Waldemarem Wessolowskim (nazývaným Wesso) často ukazovaly muže či ženy ohrožované obřím hmyzem nebo opem (a to ještě před objevením King Konga). V prvních letech se také stal platformou, na níž vznikl nový subžánr sci-fi, tzv. vesmírná odysea.
V roce 1931 byl název zkrácen na Astounding stories. Na počátku 30. let postihla i tento časopis hospodářská krize, potýkal se s finančními problémy a v roce 1932 začal vycházet nepravidelně.

## 1933–1937 (Frederick Orlin Tremaine)
V roce 1933 převzalo časopis vydavatelství Street&Smith a po půlroční pauze vyšlo v říjnu 1933 další číslo, tentokrát již pod vedením editora F. Orlina Tremainea. Ten změnil jeho zaměření, Astounding Stories se staly skutečným sci-fi časopisem a opět začaly vycházet pravidelně, a to s měsíční periodicitou. Nový editor preferoval texty obsahující záhadu a její rozluštění, povídky měly být myšlenkovým experimentem. Soudržnost a jednotnost každého čísla zajišťovalo uvedení klíčového textu, jehož téma se pak prolínalo také ostatními příspěvky. Díky novému přístupu opět vzrostla reputace časopisu a měsíčník přilákal největší autory té doby (Donald Wandrei, Jack Williamson, E. E. „Doc“ Smith, budoucí editor časopisu John W. Campbell, C. L. Mooreová, Raymond Z. Gallun, Stanley G. Weinbaum, H. P. Lovecraft a další).

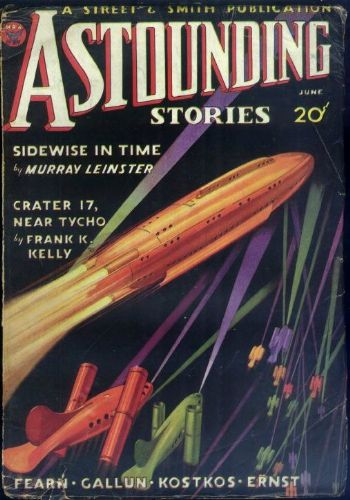
Astounding 6/1934, obálka H. W. Brown

V roce 1934 se navýšením počtu stran a zmenšením písma zdvojnásobil celkový obsah. Zatímco se největší konkurenti – Amazing Stories a Wonder Stories staly dvouměsíčníky, časopis Astounding Stories vzkvétal. Stále byl také schopen svým autorům platit (ač méně než v minulosti). Na některých jeho obálkách v té době pracoval Howard V. Brown, jeden z velké čtyřky ilustrátorů třicátých let (dále H. W. Wessolowski, Leo Morey, Frank R. Paul). Stal se největším sci-fi časopisem v USA a svou vysokou úrovní obstál i v konkurenci mnoha nově vznikajících časopisů.
Další, především symbolicky významnou změnou bylo v roce 1936 oříznutí hran stránek, což velmi pozdvihlo vzhled, a tím i prestiž magazínu.

## 1937–1971 (John Wood Campbell)

### 30. léta
John W. Campbell byl nejprve spolueditorem a od roku 1937 hlavním editorem časopisu, který ho po několika měsících (v roce 1938) přejmenoval na Astounding Science-Fiction. Nový editor kladl důraz na obě složky pojmu science fiction, dle jeho vize by autoři tohoto žánru měli předvídat a podněcovat budoucí vývoj a nastiňovat jeho vliv na životy lidí.
„If Gernsback began the period, John W. Campbell was indisputably the editor who took science fiction into its own future.“  Campbell pokračoval v Tremainově linii, ale mnohem více ovlivňoval obsah časopisu podle vlastních preferencí. Jeho záměrem bylo prosazovat nové mladé autory, a protože byl i nadále časopis schopen svým přispěvatelům platit, zůstal u čtenářů i autorů mezi dobovými science-fiction magazíny v čele zájmu. Objevovaly se v něm prvotiny mnoha později světově proslulých spisovatelů. Za vrchol tohoto období lze považovat léto 1939, kdy časopis spolu s J. W. Campbellem editoval Martin H. Greenberg: svou první povídku Black Destroyer zde v červenci tohoto roku vydal A. E. van Vogt (česky 1992 pod názvem Zorl, čas. Poutník), jednu z prvních povídek uvedl v témže měsíci také Isaac Asimov (Trends, česky 2003 pod názvem Směry, sbírka povídek Neznámý Asimov I., nakl. Triton), prvotina Roberta A. Heinleina s názvem Life-Line se v časopise objevila v srpnu 1939 (česky 1996 pod názvem Linie života, sbírka povídek Minulost napříč budoucností, nakl. And Classic). Autorem obálek se v té době stal Hubert Rogers, nezávislý ilustrátor pulpových časopisů nakladatelství Street&Smith, který vytvářel ilustrace pro Astounding Science Fiction až do roku 1953.

### 40. léta
Během druhé světové války přišel boom science-fiction časopisů a s ním vyvrcholil i tzv. Zlatý věk science fiction (někdy bývá jeho počátek datován už do roku 1937, tedy v souladu s nástupem J. W. Campbella na pozici editora Astounding). I přes tuto konkurenci Astounding Science-Fiction nadále na poli žánru dominoval. Klíčovými autory zůstali Asimov (první povídky o robotech a o Nadaci), Heinlein (romány Šestá kolona, Metuzalémovy děti, Za tímto horizontem; autor v roce 1942 odešel do války) a van Vogt (povídky z cyklů Slan, Svět non-A, Obchod se zbraněmi). Vedle nich se objevila další jména, jako Anthony Boucher, Fritz Leiber, manželská dvojice Henry Kuttner a C. L. Mooreová. Pokračovala také spolupráce s Murraym Leinsterem, Jackem Williamsonem, E. E. „Doc“ Smithem (série Lensman) a E. F. Russelem. K Hubertu Rogersovi se přidal ilustrátor William Timmins, který se věnoval i dalším časopisům vydavatelství Street&Smith.

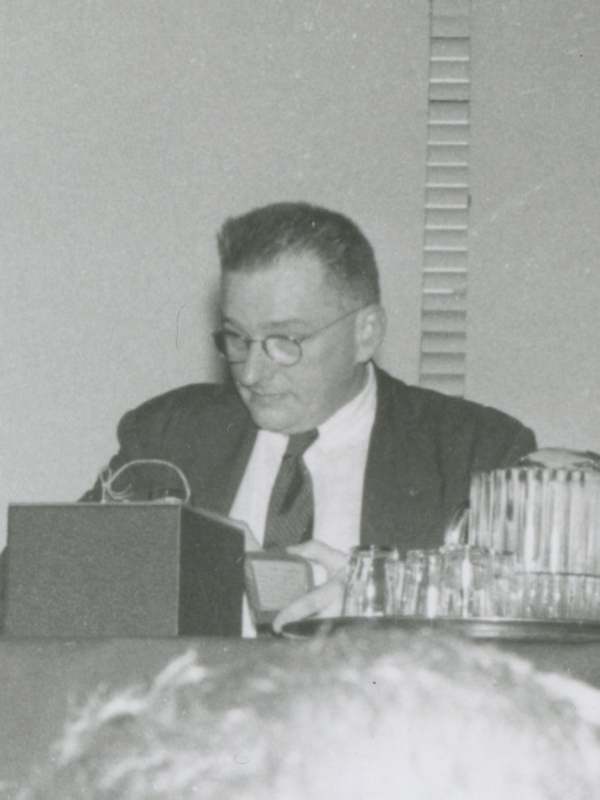
John W. Campbell 1956

### 50. léta
Díky serióznímu vzhledu a vysoké úrovni se časopis Astounding Science-Fiction vypořádal se silnou konkurencí v podobě nově vzniknuvších časopisů Magazine of Fantasy and Science Fiction (od roku 1949) a Galaxy Science Fiction (od roku 1950). K úspěchu přispěly i obálky s obrázky vesmíru od Chelseyho Bonestella (spolupracoval například na filmu Válka světů, 1953). Výrazní autoři se rozdělili mezi tyto tři nejprodávanější tituly, Astounding Science-Fiction přesto zůstal u fanoušků velmi populární, což mimo jiné dokládají čtyři ceny Hugo udělované právě samotnými čtenáři, získané v letech 1953, 1955, 1956 a 1957.
Obsah časopisu v 50. letech výrazně ovlivnilo publikování vůbec prvního článku L. R. Hubbarda o dianetice (Dianetika, květen 1950), který Campbell přímo podpořil a doporučil ve svém editorském úvodníku. Díky velké publicitě ještě v témže roce vyšla kniha Dianetika, moderní věda o duševním zdraví (L. R. Hubbard, 1950). Tento způsob zkoumání propojení tělesných a duševních schopností, který byl vydáván za vědeckou metodu vedoucí ke zlepšení mentálních schopností člověka, se stal později základem scientologie. J. W. Campbell věřil, že je tato alternativa konvenční psychiatrie klíčem k odhalení netušených (až nadlidských) schopností člověka prostřednictvím odstranění nánosů, které zbytečně zatěžují mysl.„This was symptomatic of Campbell's growing wish to see the ideas of sf made real...“ Campbell dianetiku vehementně propagoval (a nebyl jediným editorem science-fiction časopisu, který propadl představě o nekonečných možnostech této metody). Nekritický přístup k dianetice odradil některé autory a časopis načas ztratil své vedoucí postavení.

### 60. léta
Konec padesátých let byl úsvitem vesmírného věku (4. 10. 1957 Sputnik 1 – první družice světa, 12. 4. 1961 – Jurij Gagarin – první člověk ve vesmíru) a pro science-fiction se otevíraly nové obzory, což se stalo jedním z motivačních faktorů vedoucích ke změně názvu časopisu. V roce 1960 se John W. Campbell rozhodl, že je nutné přiblížit název době, a přejmenoval magazín na Analog Science Fiction and Fact. Chtěl tím naznačit blízkost (analogičnost) nových objevů a vynálezů tomu, co popisovala science fiction, a považoval tento název za serióznější než původní (příliš expresivní) název Astounding (česky ohromující). Záhy poté, v roce 1961, byl časopis prodán společnosti Condé Nast, Campbell však zůstal hlavním editorem. I v tomto období získal četná ocenění udělovaná v rámci žánru science fiction (viz níže seznam ocenění).

## 1972–1978 (Benjamin William Bova)

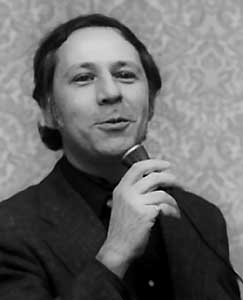
Ben Bova 1974

Po smrti Johna W. Campbella (1971) přebírá editorské křeslo Benjamin William „Ben“ Bova, americký spisovatel sf, a tvář časopisu se opět změnila. Bova byl podobně jako Campbell nadšený do technologií inspirovaných nápady autorů science-fiction, na rozdíl od předchozího editora byl ale ochotný publikovat texty obsahující sexuální scény či vulgárnosti. Ačkoliv tento krok vyvolal vlnu nevole u některých čtenářů, pro obnovení předního postavení časopisu se ukázal jako velmi důležitý. Bova přijal a publikoval například Campbellem odmítnuté autory Fredericka Pohla (The Gold at the Starbow's End) a Joea Haldemana (Hero), oba pozdější držitele cen Hugo a Nebula. Vysoká úroveň jeho práce vedla k zisku šesti cen Hugo pro nejlepšího profesionálního editora v letech 1973–1977 a 1979.
Bovovým významným počinem bylo také v roce 1976 vydání antologie Analog Annual, kterou zamýšlel jako třinácté číslo daného ročníku. Paperbacková antologie čerpala z obsahu časopisu a jedním z cílů jejího vydání bylo rozšířit mezi čtenáře povědomí o existenci časopisu. Jak sám editor na zadní straně píše: „this exciting annual introduces original works by the freshest, most-applauded talents of the year.“
Ben Bova původně zamýšlel zůstat v čele časopisu po dobu pěti let, aby zajistil jeho hladké pokračování po Campbellově náhlé smrti. Nakonec svou činnost prodloužil až do roku 1978, kdy jako svého nástupce doporučil Stanleyho Schmidta.

## 1978–2012 (Stanley Schmidt)
Stanley Schmidt byl editorem, autorem hard sci fi a také držitelem doktorátu z fyziku, kterou několik let sám učil. Bez velkých změn pokračoval ve vydávání Analogu, jehož náklad pro předplatitele překročil v roce 1980 počet výtisků zakoupených ve volném prodeji. V témže roce také nakladatelství rozhodlo o prodeji časopisu a novým majitelem se stává vydavatelství Davis Publications. V této době publikoval Orson Scott Card v Analogu svůj román Enderova hra (1985) a později i jeho pokračování Mluvčí za mrtvé (1986). V roce 1992 přešel časopis do rukou Dell Magazines, jejichž nástupcem se roku 1996 stalo vydavatelství Crosstown Publications. V čele časopisu však stále zůstal Schmidt a mezi přispěvateli mnoho autorů publikujících už v době Campbellova vedení: Poul Anderson, Gordon R. Dickson, George O. Smith a další.
Ačkoliv byl Schmidtův přístup kritizován jako neoriginální, pouze pokračující v zavedeném stylu, došlo během jeho vedení (patrně i zásluhou úsilí vloženého do propagace) k výraznému navýšení počtu předplatitelů časopisu. Během svého působení Schmidt nikdy nezískal cenu Hugo pro nejlepšího editora, této pocty se dočkal až po své rezignaci, cenu obdržel v roce 2013.

## 2012–dnes (Trevor Quachri)
Po odchodu Stanleyho Schmidta do důchodu se novým editorem stává jeho dlouholetý spolupracovník (1978–2012) Trevor Quachri. Svůj postoj ke způsobu vedení časopisu charakterizuje těmito slovy: „...my personal mandate is to continue to provide the top-quality, ground-breaking hard science fiction..“ Jeho záměrem také je pokračovat v tradici svého předchůdce a osobně číst všechny nabídnuté texty a rozhodovat o jejich ne/zařazení do časopisu.
Od roku 2017 vychází Analog jako dvouměsíčník.

## Názvy časopisu

Logo

Název časopisu se vyvíjel následovně:
- 1/1930–1/1931 Astounding Stories of Super-Science
- 2/1931–11/1932 Astounding Stories
- 1/1933–3/1933 Astounding Stories of Super-Science
- 10/1933–2/1938 Astounding Stories
- 3/1938–10/1943 Astounding Science-Fiction
- 1/1943–1/1960 Astounding Science Fiction
- 2/1960–9/1960 Astounding/Analog Science Fact & Fiction
- 10/1960–1/1961 Analog Science Fact–Fiction
- 12/1961–3/1965 Analog Science Fact–Science Fiction
- 4/1965–8/1981 Analog Science Fiction–Science Fact
- 9/1981–10/1991 Analog Science Fiction/Science Fact
- 1/1991–12/1992 Analog Science Fiction & Fact
- 1/1993–2019 a dále Analog Science Fiction and Fact

## Získaná ocenění

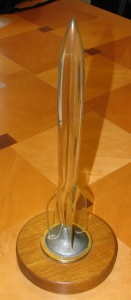
Cena HUGO

Časopis získal rozličná ocenění.

### Cena HUGO
| rok  | kategorie | jméno/autor              | název díla (vydání v Analogu)                                               |
| ---- | --------- | ------------------------ | --------------------------------------------------------------------------- |
| 2013 | editor    | Stanley Schmidt          | Stanley Schmidt                                                             |
| 2003 | novela    | Vernor Vinge             | The Cookie Monster (10/03)                                                  |
| 2002 | povídka   | Geoffrey A. Landis       | Falling onto Mars (7–8/02)                                                  |
| 2002 | noveleta  | Michael Swanwick         | Slow Life (12/02)                                                           |
| 2002 | novela    | Robert J. Sawyer         | Hominids (1/02–4/02)                                                        |
| 2000 | novela    | Jack Williamson          | The Ultimate Earth (12/00)                                                  |
| 1994 | novela    | Harry Turtledove         | Down in the Bottomlands (1/93)                                              |
| 1994 | noveleta  | Charles Sheffield        | Georgia on My Mind (1/93)                                                   |
| 1992 | novela    | Lois McMaster Bujold     | Barrayar (7–10/91)                                                          |
| 1992 | noveleta  | Isaac Asimov             | Gold (9/91)                                                                 |
| 1990 | novela    | Lois McMaster Bujold     | The Mountains of Mourning (5/89)                                            |
| 1986 | román     | Orson Scott Card         | Ender's Game (8/77)/ česky Enderova hra, 1994 (nakl. Laser-books)           |
| 1985 | povídka   | David Brin               | The Crystal Spheres (1/84)                                                  |
| 1984 | novela    | Timothy Zahn             | Cascade Point (12/83)                                                       |
| 1984 | noveleta  | Greg Bear                | Blood Music (6/83)                                                          |
| 1983 | povídka   | Spider Robinson          | Melancholy Elephants (6/82)                                                 |
| 1982 | novela    | Poul Anderson            | The Saturn Game (2/5/81)                                                    |
| 1981 | noveleta  | Gordon R. Dickson        | The Cloak and the Staff (8/80)                                              |
| 1981 | povídka   | Clifford D. Simak        | Grotto of the Dancing Deer (4/80)                                           |
| 1979 | román     | Vonda N. McIntyre        | Dreamsnake (10/73, 2/78, 3/78)/ česky Strážce snů, 1993 (nakl. Laser-books) |
| 1979 | noveleta  | Poul Anderson            | Hunter's Moon (11/78)                                                       |
| 1979 | editor    | Ben Bova                 | Ben Bova                                                                    |
| 1978 | novela    | Spider & Jeanne Robinson | Stardance (3/77)                                                            |
| 1978 | noveleta  | Joan D. Vinge            | Eyes of Amber (6/77)                                                        |
| 1977 | novela    | Spider Robinson          | By Any Other Name (11/76)                                                   |
| 1977 | povídka   | Joe Haldeman             | Tricentennial (7/76)                                                        |
| 1977 | editor    | Ben Bova                 | Ben Bova                                                                    |
| 1976 | román     | Joe Haldeman             | The Forever War 6/72, 1/75, 11/75)/ česky Věčná válka, 1996 (nakl. Polaris) |
| 1976 | novela    | Roger Zelazny            | Home is the Hangman (11/75)                                                 |
| 1976 | noveleta  | Larry Niven              | Borderland of Sol (1/75)                                                    |
| 1976 | editor    | Ben Bova                 | Ben Bova                                                                    |
| 1975 | novela    | George R.R. Martin       | A Song for Lya (6/74)                                                       |
| 1975 | povídka   | Larry Niven              | The Hole Man (1/74)                                                         |
| 1975 | editor    | Ben Bova                 | Ben Bova                                                                    |
| 1974 | editor    | Ben Bova                 | Ben Bova                                                                    |
| 1973 | editor    | Ben Bova                 | Ben Bova                                                                    |
| 1968 | novela    | Anne McCaffrey           | Weyr Search (10/67)                                                         |
| 1966 | román     | Frank Herbert            | Dune (12/63–2/64)/ česky Duna, 1988 (nakl. Svoboda)                         |
| 1965 | časopis   | Analog                   | Analog                                                                      |
| 1964 | časopis   | Analog                   | Analog                                                                      |
| 1962 | časopis   | Analog                   | Analog                                                                      |

### Cena NEBULA
| rok  | kategorie | jméno/autor              | název díla (vydání v Analogu)                                                |
| ---- | --------- | ------------------------ | ---------------------------------------------------------------------------- |
| 2010 | noveleta  | Eric James Stone         | That Leviathan Whom Thou Hast Made (9/10)                                    |
| 2008 | novela    | Catherine Asaro          | he Spacetime Pool (3/08)                                                     |
| 2005 | román     | Joe Haldeman             | Camouflage (3–5/05)                                                          |
| 2001 | novela    | Jack Williamson          | The Ultimate Earth (12/01)                                                   |
| 1995 | román     | Robert J. Sawyer         | The Terminal Experiment serialized as Hobson’s Choice (13/94–3/95)           |
| 1993 | noveleta  | Charles Sheffield        | Georgia on My Mind (1/93)                                                    |
| 1989 | novela    | Lois McMaster Bujold     | The Mountains of Mourning (5/89)                                             |
| 1988 | román     | Lois McMaster Bujold     | Falling Free (12/87–2/88)/ česky Cestou svobody, 1998 (nakl. Laser-books)    |
| 1985 | román     | Orson Scott Card         | Ender's Game (8/77)/ česky Enderova hra, 1994 (nakl. Laser-books)            |
| 1983 | noveleta  | Greg Bear                | Blood Music (6/83)                                                           |
| 1981 | novela    | Poul Anderson            | The Saturn Game (2/5/81)                                                     |
| 1980 | povídka   | Clifford D. Simak        | Grotto of the Dancing Deer (4/80)                                            |
| 1979 | povídka   | Edward Bryant            | giANTS (8/79)                                                                |
| 1978 | román     | Vonda N. McIntyre        | Dreamsnake (10/73, 2/78, 3/78)/ česky Strážce snů, 1993 (nakl. Laser-books)  |
| 1977 | novela    | Spider & Jeanne Robinson | Stardance (3/77)                                                             |
| 1977 | noveleta  | Raccoona Sheldon         | The Screwfly Solution (6/77)                                                 |
| 1975 | román     | Joe Haldeman             | The Forever War (6/72, 1/75, 11/75)/ česky Věčná válka, 1996 (nakl. Polaris) |
| 1975 | novela    | Roger Zelazny            | Home is the Hangman (11/75)                                                  |
| 1974 | noveleta  | Vonda N. McIntyre        | Of Mist, and Grass, and Sand (10/73)                                         |
| 1971 | novela    | Katherine MacLean        | The Missing Man (3/71)                                                       |
| 1968 | novela    | Anne McCaffrey           | Dragonrider (12/67–1/68)                                                     |
| 1966 | noveleta  | Gordon R. Dickson        | Call Him Lord (5/66)                                                         |
| 1965 | román     | Frank Herbert            | Dune (12/63–2/64)/ česky Duna, 1988 (nakl. Svoboda)                          |